# 나상길
나상길(羅相吉, 1961년 3월 1일 ~ )은 대한민국 인천광역시의회 의원이다.

## 학력
- 이리상업고등학교(現 전북제일고등학교) 졸업

## 경력
- 산곡1동 주민자치위원장
- 호남향우회 부평구지회 부회장
- (주)다모아환경 대표이사
- 민주당 인천광역시당 서민경제발전 특별위원장
- 2014년 7월 1일 ~ 2018년 6월 30일: 제7대 인천광역시 부평구의회 의원
- 2018년 7월 1일 ~ 2022년 5월 2일: 제8대 인천광역시 부평구의회 의원
  - 2018.07 ~ 2020.06: 제8대 인천광역시 부평구의회 전반기 의장
- 2022년 7월 1일 ~ : 제9대 인천광역시의회 의원

## 역대 선거 결과
|  | 14.06% |

|  | 15.46% |

|  | 23.24% |

|  | 51.27% |